# シャングリラ駅
シャングリラ駅（簡体字: 香格里拉站）は中華人民共和国雲南省デチェン・チベット族自治州シャングリラ市にある中国国鉄麗香線の駅。中国鉄路総公司昆明鉄路局により管轄される駅で、標高約3,270mにある同線の終着駅である。

## 沿革
- 2022年7月 - 駅舎が完成[2]。
- 2023年11月26日 - 麗香線の駅として営業を開始[3]。

## 駅構造
建築面積9,958平方メートル、建物の高さが22m、地上2階地下1階の構造となっている。構内には最大2,000人を収容が可能な待合室がある。駅のデザインは「山々の雪山」を理念としており、全体の造形のデザインはシャングリラの主要な雪山である石卡雪山からインスピレーションを受けた物で、全体的にチベット建築の要素を取り入れている。

## 駅周辺
- 独克宗古城 - 大佛寺や高さ20mの巨大マニ車がある。